# Orotva
Orotva (románul: Jolotca) falu Romániában, Hargita megyében.

## Fekvése
Közigazgatásilag Ditróhoz tartozó szórványtelepülés Gyergyószentmiklóstól 26 km-re, Ditrótól 12 km-re északra.

## Nevének eredete
A földművelő ember számára a legnemesebb és legörömtelibb munka az aratás, Orotva neve ebből a szóból származik: Aratás – Orotás – Orotva. Aratni annyit jelent, mint begyűjteni munkánk gyümölcsét; Orotva esetében ez úgy valósult meg, hogy az ide telepedők le kellett, arassák a magas füves növényzetet, hogy mozgásteret biztosítsanak maguknak.

## Története
Római katolikus temploma 1973-ban épült a korábbi, 1925-ből való kápolna helyett. A trianoni békeszerződésig Csík vármegye Gyergyószentmiklósi járásához tartozott. 1992-ben 692 magyar lakosa volt.
Határában a Tászok-patakban számos ritkafém, főleg tórium található.